# Кукли (Польща)
Кукли (пол. Kukły) — село в Польщі, у гміні Біла Піська Піського повіту Вармінсько-Мазурського воєводства.
Населення — 162 особи (2011).

## Демографія
Демографічна структура станом на 31 березня 2011 року:
|          | Загалом | Допрацездатний вік | Працездатний вік | Постпрацездатний вік |
| -------- | ------- | ------------------ | ---------------- | -------------------- |
| Чоловіки | 80      | 24                 | 52               | 4                    |
| Жінки    | 82      | 23                 | 49               | 10                   |
| Разом    | 162     | 47                 | 101              | 14                   |